# اواریس
اواریس یا آواریس (به یونانی: Αὔαρις) پایتخت مصر در دوران سیطره هیکسوس در دودمان پانزدهم بود. این شهر در منطقه شمال شرقی دلتای نیل در ناحیه پیوندی چهار خره‌ی ۸ام، ۱۴ام، ۱۹ام، و ۲۰ام و نزدیک به ورودی فیوم بنا شده بود.
پس از آنکه رود نیل به آهستگی به سوی شرق پس رفت، موقعیت جفرافیایی اواریس در منطقه دلتا آن را پایتختی مناسب برای هیکسوس و بازرگانان کرد. این شهر در میان سال‌های ۱۷۸۳ تا ۱۵۵۰ زیر اشغال هیکسوس‌های دودمان سیزدهم مصر بود تا آنکه اهموسه یکم، نخستین شاه دودمان قدرتمند هجدهم، ویرانش کرد.
نام شهر در زبان مصری هزاره دوم پیش از میلاد به احتمالی هوارات-وورات (Ḥaʔat-Wūrat) تلفظ می‌شده که به معنای «خانه بزرگ» بوده. امروزه تنها نام هوارا یا اوارا باقی‌مانده.

## ارتباط با تمدن مینوسی

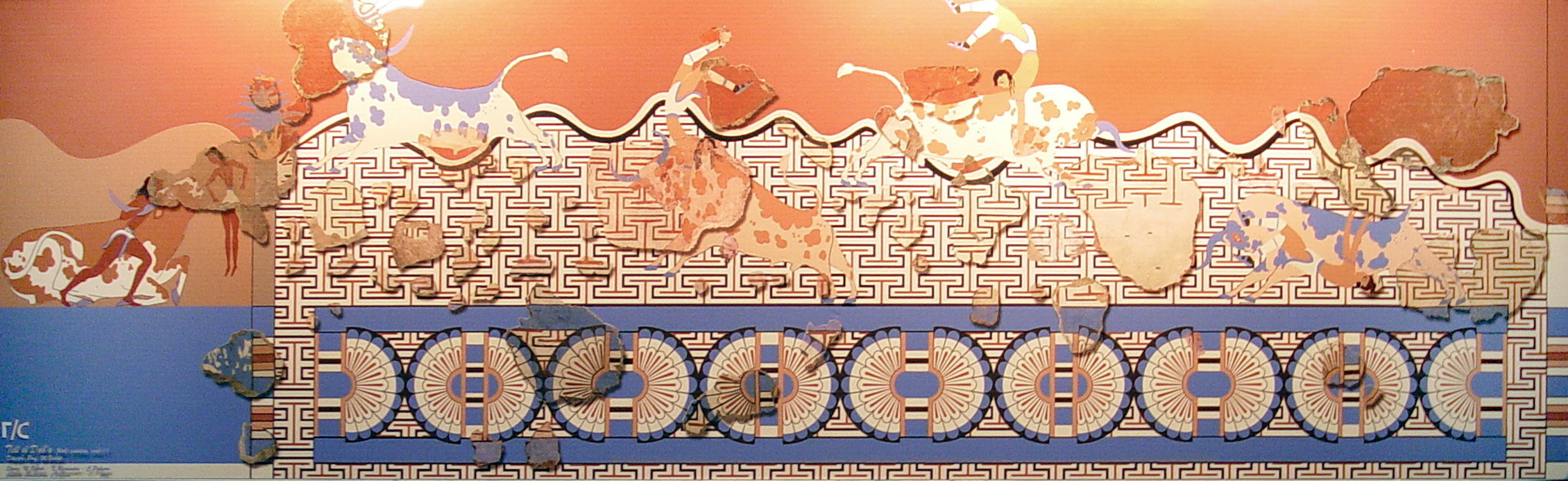
بازسازی دیوارنگاره مینوسی که در کاخی در آواره‌های شهر پیدا شده، موزه باستان‌شناسی کرت، یونان

به جز سانتورینی و کرت، تنها دو مکان دیگر نشانه‌های تمدن مینوسی را در کنار اواریس در خود دارند: تل کبری در اسراییل و آلاخ در سوریه.
باستان‌شناس استرالیایی مانفرد بیتک - که سرپرستی کاوش‌های تل دبعا در اواریس را بر دوش داشت - بر این باور است که تمدن مینوسی در ارتباط نزدیک با فرمانروایان شهر اواریس بوده‌اند. دیوارنگاره‌های هنری بسیاری که از این تمدن در اواریس پیدا شده‌اند نشان از آن دارد که هنرمندان مینوسی در این شهر زندگی می‌کردند. باستان‌شناس فرانسوی ییو دوعو نیز احتمال می‌دهد که نوعی مستعمره مینوسی در یکی از جزایر دلتای نیل وجود داشته‌است.

## نگارخانه

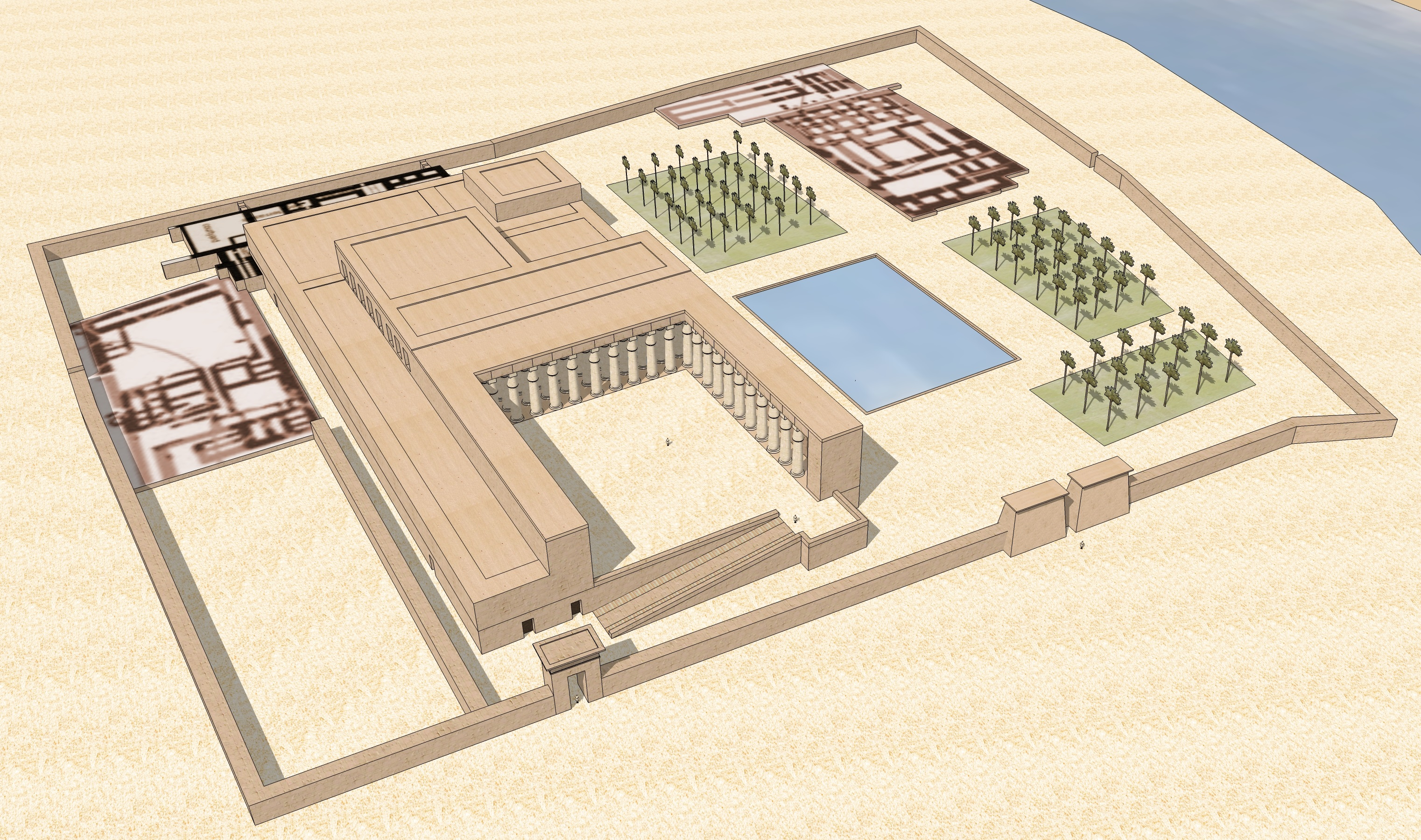
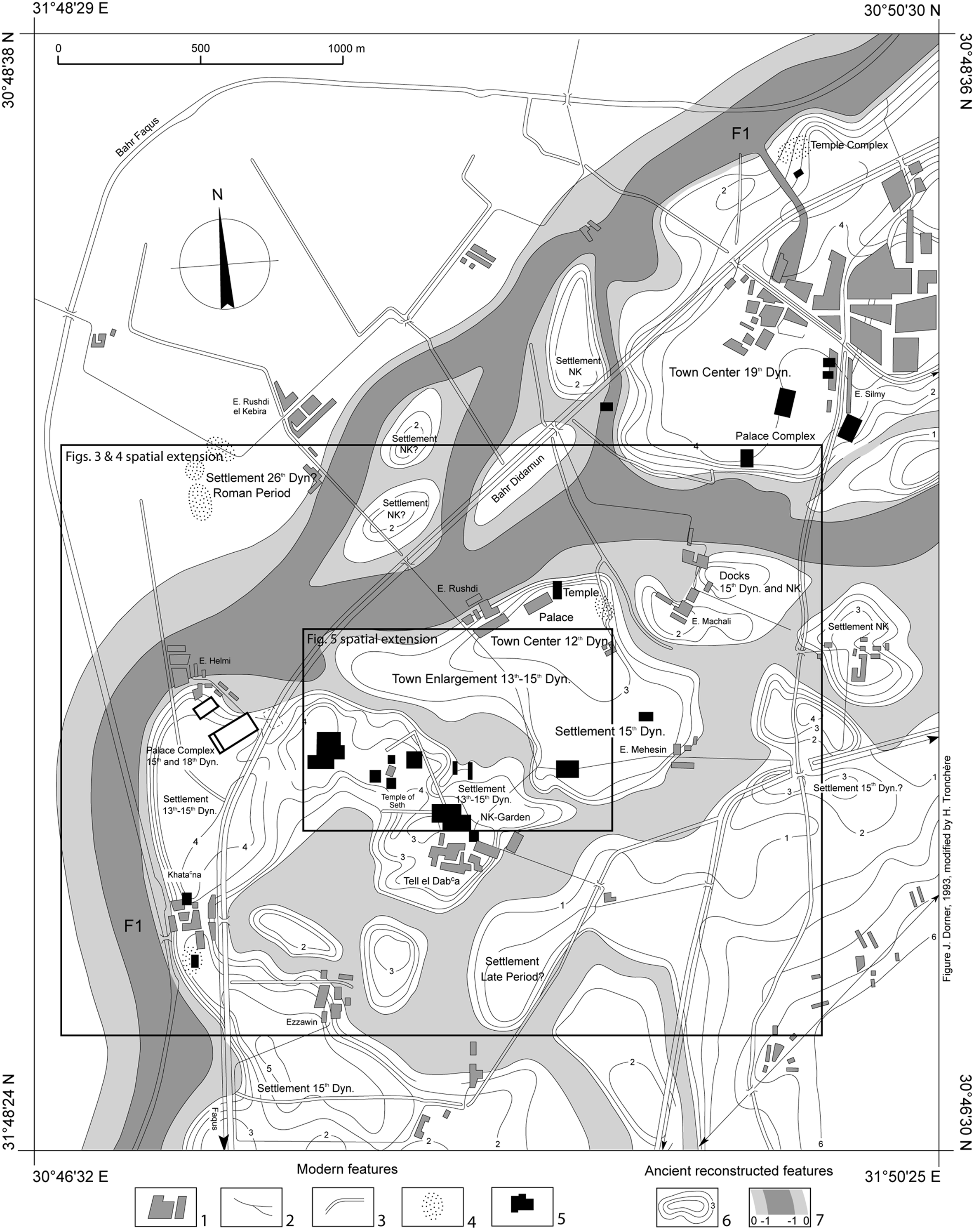
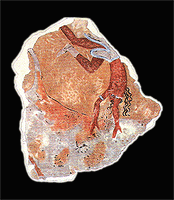
تکه ای از نقاشی دیواری مینوی که در آواریس مصر یافت شد. این نقاشی دیواری بسیار شبیه به نقاشی دیواری دیگری از کنوسوس در کرت است.
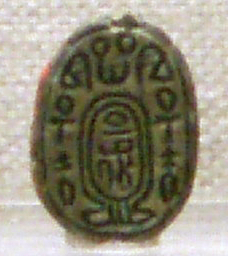
اسکاراب با نام هیکسوس شاه آپپی، اکنون در موزه هنرهای زیبا، بوستون
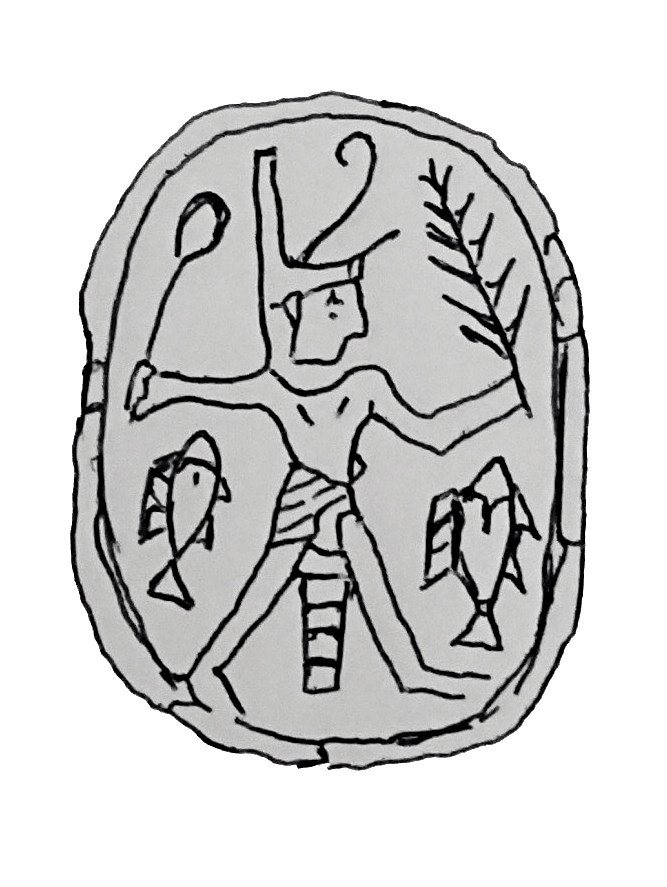
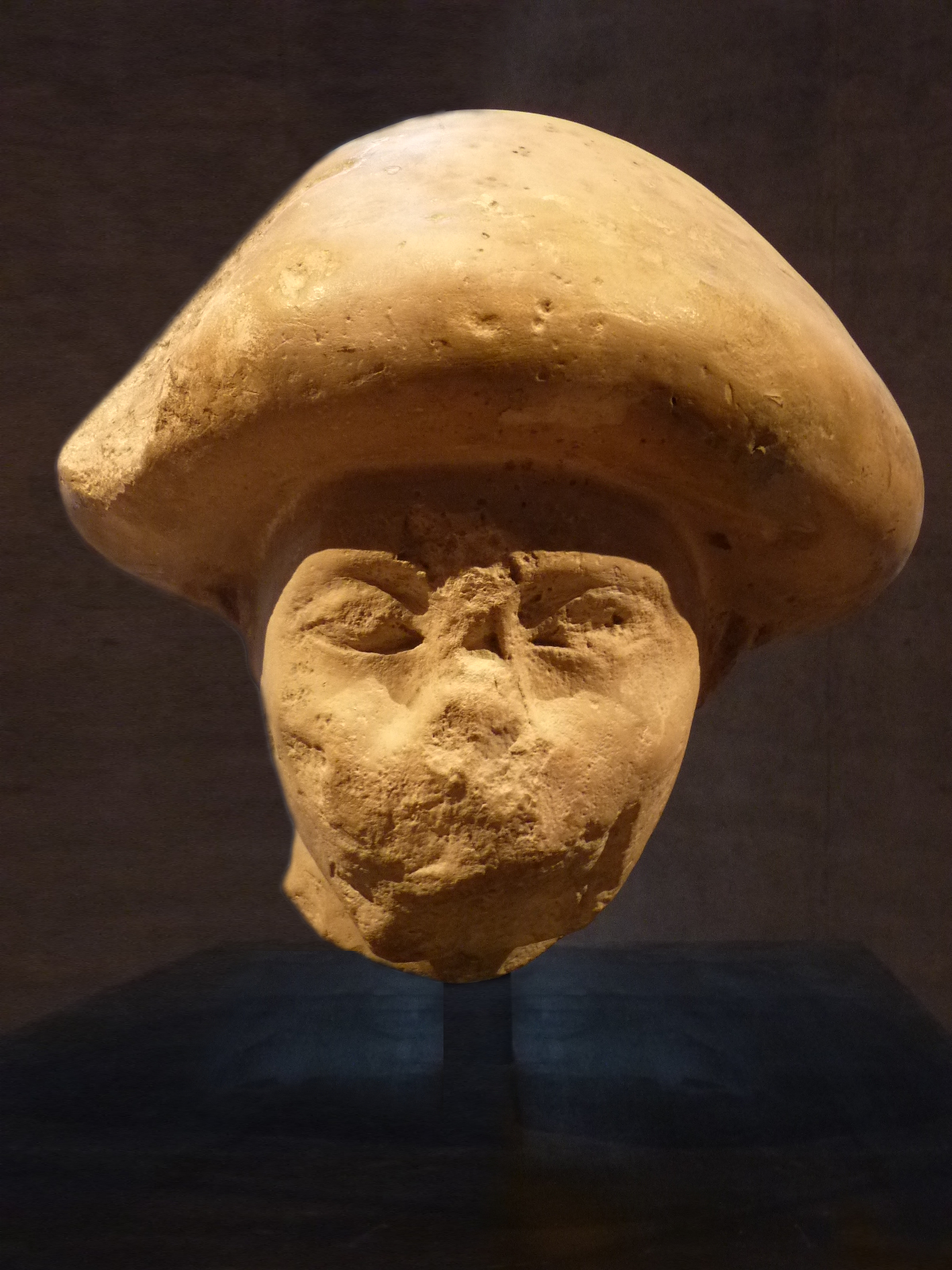
یک مقام رسمی که مدل موی "سر قارچ" را پوشیده است، در نقاشی‌های معاصر خارجی‌های غرب آسیا، از آواریس، پایتخت هیکسوس‌ها نیز دیده می‌شود. مربوط به ۱۸۰۲-۱۶۴۰ قبل از میلاد.